# Владик, Владимир Валерьянович
Владимир Валерьянович Владик (4 апреля 1925 — 27 апреля 2006) — советский партийный деятель, Герой Социалистического Труда.

## Биография
Родился в крестьянской семье в Калиновском районе Винницкой области УССР. В 1928 году его семья переехала в Иркутскую область. После службы в Красной Армии работал водителем. В 1959 году стал водителем Иркутского автотранспортного предприятия № 3, в котором проработал до 1985 года. Работал водителем-инструктором, перевыполнял план. Избирался депутатом Ленинского райсовета города Иркутска и Слюдянского райсовета, был членом Иркутского горкома КПСС.

### Трудовой подвиг
Владик постоянно перевыполнял производственные задания, на протяжении многих лет Владимир Валерьянович становился победителем социалистического соревнования. За перевыполнение плана и успехи в труде 5 марта 1976 года Владику было присвоено звание Героя Социалистического Труда.

## Награды
- Медаль «Серп и Молот»
- Орден Ленина
- Орден Трудового Красного Знамени